# Polyosma
Polyosma är ett släkte av tvåhjärtbladiga växter. Polyosma ingår i familjen Escalloniaceae.

## Bildgalleri

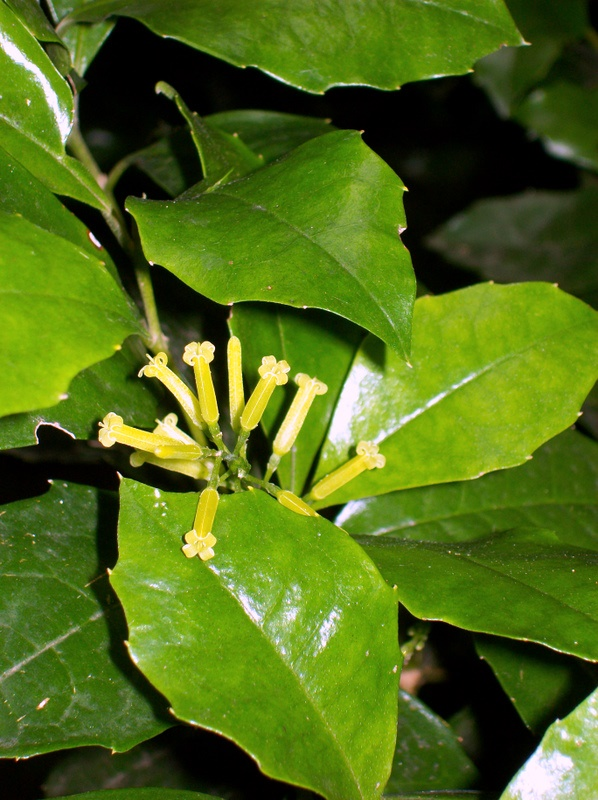

## Dottertaxa tillPolyosma, i alfabetisk ordning[1]
- Polyosma adangensis
- Polyosma alangiacea
- Polyosma amygdaloides
- Polyosma annamensis
- Polyosma arguta
- Polyosma blaoensis
- Polyosma borneensis
- Polyosma brachyantha
- Polyosma brachystachys
- Polyosma bracteolata
- Polyosma bracteosum
- Polyosma buxea
- Polyosma cambodiana
- Polyosma cestroides
- Polyosma comptonii
- Polyosma conocarpa
- Polyosma coriacea
- Polyosma crassifolia
- Polyosma cunninghamii
- Polyosma dentata
- Polyosma discolor
- Polyosma dolichocarpa
- Polyosma elongata
- Polyosma fasciculata
- Polyosma finisterrae
- Polyosma forbesii
- Polyosma fragrans
- Polyosma gigantea
- Polyosma gitingensis
- Polyosma glaucescens
- Polyosma havilandii
- Polyosma heliciiformis
- Polyosma helicioides
- Polyosma hirsuta
- Polyosma hookeri
- Polyosma ilicifolia
- Polyosma induta
- Polyosma integrifolia
- Polyosma kingiana
- Polyosma laetevirens
- Polyosma lagunensis
- Polyosma latifolia
- Polyosma le-ratii
- Polyosma linearibractea
- Polyosma longebracteolata
- Polyosma longepedicellata
- Polyosma longipes
- Polyosma longipetiolata
- Polyosma macrobotrys
- Polyosma maliauensis
- Polyosma mjoebergii
- Polyosma mucronata
- Polyosma mutabilis
- Polyosma nhatrangensis
- Polyosma nullii
- Polyosma oblonga
- Polyosma occulta
- Polyosma odorans
- Polyosma oligantha
- Polyosma oligodonta
- Polyosma pancheri
- Polyosma parviflora
- Polyosma penibukanensis
- Polyosma philippinensis
- Polyosma piperi
- Polyosma pisocarpa
- Polyosma podophylla
- Polyosma pubescens
- Polyosma pulgarensis
- Polyosma rampae
- Polyosma reducta
- Polyosma retusa
- Polyosma rhytophloia
- Polyosma ridleyi
- Polyosma rigidiuscula
- Polyosma robusta
- Polyosma scortechinii
- Polyosma spicata
- Polyosma stenosiphon
- Polyosma subalpina
- Polyosma torricellensis
- Polyosma trimeniifolia
- Polyosma tubulosa
- Polyosma turfosa
- Polyosma urdanetensis
- Polyosma verticillata
- Polyosma villosa
- Polyosma vochysioides